# Kronike gladnih gradova
Kronike gladnih gradova (Mortal Engines Quartet) je serija knjiga koju je napisao Philip Reeve.

## Knjige u Hrvatskoj
1. Smrtonosni strojevi
2. Predator's Gold
3. Infernal Devices
4. A Darkling Plain

## Vanjske poveznice
- Philip Reeve
- Predator Cities